# Itaewon Class
Itaewon Class (hangeul : 이태원 클라쓰 ; RR : Itaewon Keullasseu) est une série télévisée dramatique sud-coréenne en 16 épisodes d’entre 63 minutes et 87 minutes, créée par Gwang Jin et diffusée entre le 31 janvier 2020 et 21 mars 2020 sur le réseau JTBC,,. Il s’agit de l’adaptation du webtoon du même titre de Gwang Jin.
Elle est également diffusée dans le monde depuis le 28 mars 2020 sur la plate-forme Netflix.
Une adaptation dramatique japonaise, intitulée Roppongi Class, a été diffusée le 7 juillet 2022 via TV Asahi..

## Synopsis
Park Sae-royi (Park Seo-joon) est un lycéen tout à fait normal. Condamné pour violence et tentative de meurtre sur l'assassin de son père, il passe trois ans en prison et jure à sa sortie de venger ce dernier en ouvrant un restaurant à Itaewon.

## Distribution
Sauf indication contraire ou complémentaire, les informations mentionnées dans cette section peuvent être confirmées par la base de données Hancinema

### Acteurs principaux
- Park Seo-joon : Park Sae-royi
- Kim Da-mi : Jo Yi-seo
- Yoo Jae-myung : Jang Dae-hee
- Kwon Nara : Oh Soo-ah

### Acteurs secondaires

#### L’équipe DanBam
- Kim Dong-hee : Jang Geun-soo
- Ryu Kyung-soo : Choi Seung-kwon
- Lee Joo-young : Ma Hyeon-yi
- Chris Lyon : Kim Toni

#### Le groupe de Jangga
- Ahn Bo-hyun : Jang Geun-won
- Kim Hye-eun : Kang Min-jeong
- Hong Seo-joon : M. Kim
- Yoo Da-mi : Kim Sun-ae

### Autres
- Lee David : Lee Ho-jin
- Kim Yeo-jin : Jo Jeong-min
- Yoon Kyung-ho : Oh Byeong-heon
- Choi Yu-ri : Oh Hye-won
- Kim Mi-kyeong : Kim Soon-rye
- Won Hyun-joon : Kim Hee-hoon
- Han Hye-ji : Kook Bok-hee

### Apparitions exceptionnelles
- Solbin : le camarade de Sae-royi (épisode 1)
- Son Hyun-joo : Park Sung-yeol (épisodes 1–2 et 15)
- Hong Seok-cheon : lui-même (épisodes 2, 4, 9 et 16)
- Yoon Park : Kim Sung-hyun (épisode 3)
- Cha Chung-hwa : l’épouse du chef de bureau (épisode 3)
- Im Soeun : l’ami de Bok-hee (épisode 5)
- Jung Yoo-min : la fille de Geun-won (épisode 6)
- Seo Eun-soo : la candidate à temps partiel (épisode 6)
- Kim Il-joong : lui-même (épisodes 11 et 13)
- Jeon No-min : Do Joong-myung (épisodes 11–12)
- Lee Jun-hyeok : Park Joon-gi (épisodes 11–13)
- Park Bo-gum : le jeune cuisinier (épisode 16)

## Production

### Tournage
Le tournage a lieu à Séoul, précisément à Itaewon dans le quartier Yongsan-gu, où se trouve le restaurant de Park Sae-royi et la fameuse N Seoul Tower, et à Haebangchon, un autre quartier.

### Musique
La bande originale de la série Itaewon Class: Original Soundtrack comprend quatre disques, sortie le 20 mars 2020,.

### Fiche technique
- Titre original : 이태원 클라쓰
- Titre international : Itaewon Class
- Création : Gwang Jin, d’après son webtoon du même titre
- Réalisation : Kim Sung-yoon
- Scénario : Gwang Jin
- Production : Lee Sang-yoon, Jung Soo-jin et Han Suk-won

Production déléguée : Jo Joon-hyung
- Sociétés de production : Showbox, Zium Content et Itaewon Class Production Partners
- Sociétés de distribution : JTBC (Corée du Sud) ; Netflix (monde)
- Pays d’origine :  Corée du Sud
- Langue originale : coréen
- Format : couleur - HD 1080i - Dolby Digital
- Genres : drame
- Saison : 1
- Épisodes : 16
- Durée : 63–87 minutes
- Dates de diffusion :
  - Corée du Sud : 31 janvier 2020 sur MBC TV
  - Monde : 28 mars 2020 sur Netflix

## Épisodes
La première saison de la série comporte seize épisodes, dépourvus de titres.

## Audience
À ce tableau, les nombres en rouge représentent des audiences les plus faibles et les nombres en bleu, les plus fortes.
| Ép.            | Dates de diffusion originale | Parts de marché inférieure à la moyenne | Parts de marché inférieure à la moyenne | Parts de marché inférieure à la moyenne |
| Ép.            | Dates de diffusion originale | AGB Nielsen                             | AGB Nielsen                             |                                         |
| Ép.            | Dates de diffusion originale | Monde                                   | Séoul                                   |                                         |
| -------------- | ---------------------------- | --------------------------------------- | --------------------------------------- | --------------------------------------- |
| 1              | 31 janvier 2020              | 4.983%                                  | 5.283%                                  |                                         |
| 2              | 1er février 2020             | 5.330%                                  | 5.634%                                  |                                         |
| 3              | 7 février 2020               | 8.013%                                  | 8.253%                                  |                                         |
| 4              | 8 février 2020               | 9.382%                                  | 10.692%                                 |                                         |
| 5              | 14 février 2020              | 10.716%                                 | 11.986%                                 |                                         |
| 6              | 15 février 2020              | 11.608%                                 | 12.636%                                 |                                         |
| 7              | 21 février 2020              | 12.289%                                 | 13.215%                                 |                                         |
| 8              | 22 février 2020              | 12.562%                                 | 13.990%                                 |                                         |
| 9              | 28 février 2020              | 13.965%                                 | 14.903%                                 |                                         |
| 10             | 29 février 2020              | 14.760%                                 | 16.160%                                 |                                         |
| 11             | 6 mars 2020                  | 13.798%                                 | 15.496%                                 |                                         |
| 12             | 7 mars 2020                  | 13.398%                                 | 14.817%                                 |                                         |
| 13             | 13 mars 2020                 | 13.101%                                 | 14.344%                                 |                                         |
| 14             | 14 mars 2020                 | 14.197%                                 | 15.568%                                 |                                         |
| 15             | 20 mars de 2020              | 14.661%                                 | 16.012%                                 |                                         |
| 16             | 21 mars 2020                 | 16.548%                                 | 18.328%                                 |                                         |
| Part de marché | Part de marché               | 11.832%                                 | 12.957%                                 |                                         |